# Mamercus Æmilius Lepidus Livianus
 (août 2021).
Pour les articles homonymes, voir Mamercus et Aemilius Lepidus.
Mamercus Aemilius Lepidus Livianus est un homme politique romain du Ier siècle av. J.-C.

## Biographie
Il est le frère de Marcus Livius Drusus. Il est adopté par la famille des Aemilii Lepidi, et épouse une fille de Sylla, Cornelia Sylla.
Il semble avoir été le princeps senatus du sénat sous Sylla.
Selon Suétone, il aurait intercédé en faveur de César pour lui permettre d'échapper aux proscriptions de Sylla lors de la dictature de ce dernier.
Selon Cicéron, il échoue une première fois à l'élection au consulat, l'électorat l'ayant trouvé avare lors son édilité, alors qu'il est fort riche.
En 77 av. J.-C., il est consul.
Il meurt vers 62 av. J.-C. (après la mort de Quintus Caecilius Metellus Pius en 63 av. J.-C. et avant celle de Quintus Lutatius Catulus Capitolinus en 61 av. J.-C..